# Konstal 102N
Konstal 102N — електричний трамвай, що вироблявся компанією Konstal у Хожуві в 1969—1970 роках, замінивши Konstal 13N.

## Історія
Konstal 102N був прямим наступником старішого 13N, що вироблявся Konstal в 1959—1969 роках, але, на відміну від 13N, це був зчленований трамвай — головним чином два вагони 13N, з'єднані шарніром.
Більша частина електрообладнання залишилася без змін; кузов трамвая — найбільше зазнав зміни.
Обтічний дизайн 13N був замінений на більш квадратну форму, яка забезпечувала чудову видимість — на жаль, лише вдень.
Велике вітрове скло було нахилено таким чином, що вночі воно відбивало світло прямо в очі водія, що ускладнювало керування 102N після настання темряви. Зрештою, через цю проблему було припинено їх вироблення, було вироблено 42 одиниць і компанія вирішила відмовитися від проекту 102N і в 1970 році повернулася до дизайну 13N для нової моделі 102Na.

## Konstal 802N
У той час як більшість трамвайних мереж у Польщі працюють на коліях зі стандартною колією, проте декілька мереж використовує колію 1000 мм.
Konstal 802N був версією 102N, адаптованою для використання на колії 1000 мм, але було побудовано лише п'ять одиниць, перш ніж компанія вирішила перевести виробництво на новішу модель 803N.
802N використовували у Бидгощі та Лодзі до кінця 1980-х років; останній вагон було списано в 1990 році.

## Використання
Konstal 102N був поставлений до Кракова, Познані, Вроцлава, Гданська та Сілезької мережі, але через проблеми з видимістю більшість з них було швидко вилучено з експлуатації.
Деякі були перебудовані до стандарту 102Na, а інші були переобладнані на технічне обслуговування;
останній 102N було списано в Познані до 2004 року.

## Сьогодення
Незважаючи на те, що проект 102N виявився невдалим, їхній незвичайний, трохи своєрідний вигляд припав до душі багатьом пасажирам.
Тому велика кількість 102N залишається як музейних трамваїв у Кракові
,
Познані, Гданську та Вроцлаві; навіть у Варшаві, яка ніколи не використовувала 102Ni, на початок 2020-х є один як музейний експонат (колишній Познаньський № 5).

Дизайнери сучасних трамваїв PESA 128N стверджують, що були натхненні Konstal 102N.